# Enyo ocypete
A Enyo ocypete é uma mariposa amplamente distribuída nas Américas, sendo encontrada em diversos estados brasileiros, incluindo o Maranhão. No estado, registros indicam sua presença em municípios como Balsas, Feira Nova do Maranhão, Riachão e Imperatriz. Além disso, a espécie pode ser encontrada em áreas de proteção ambiental, como a Área de Proteção Ambiental da Serra Dourada e o Parque Nacional da Chapada dos Veadeiros.

## Características e Comportamento
Essa mariposa pertence à subfamília Macroglossinae e à tribo Dilophonotini. Os machos apresentam uma coloração marrom com uma mancha clara na margem interna das asas posteriores, enquanto as fêmeas possuem padrões semelhantes, mas podem ser diferenciadas de outras espécies do gênero pela extensão da mancha mais clara nas asas anteriores. Seu voo é rápido e ágil, permitindo que se mova eficientemente entre as plantas hospedeiras e flores das quais se alimenta.

## Plantas Hospedeiras e Alimentação
Embora não haja informações detalhadas sobre as plantas hospedeiras específicas da Enyo ocypete, estudos indicam que mariposas do gênero Enyo podem se alimentar de espécies como Caryocaraceae, Fabaceae e Rubiaceae. No Maranhão, pesquisas ainda estão em andamento para identificar quais plantas são essenciais para o desenvolvimento das larvas dessa espécie.

## Importância Ecológica
A Enyo ocypete desempenha um papel fundamental na polinização de diversas espécies vegetais, contribuindo para o equilíbrio ecológico do Cerrado e das florestas tropicais do Maranhão. Além disso, faz parte da cadeia alimentar de várias espécies de aves e outros predadores naturais, sendo um elemento essencial para a biodiversidade da região.

## Enyo ocypete
A Enyo ocypete é uma mariposa da família Sphingidae, amplamente distribuída nas Américas. No Brasil, sua presença é registrada em vários estados, incluindo o Maranhão.

## Características
Essa espécie possui um corpo robusto e asas de coloração marrom com padrões distintos que auxiliam na camuflagem contra predadores.

## Distribuição e Habitat
A Enyo ocypete pode ser encontrada em diversos estados brasileiros, incluindo Maranhão, principalmente em áreas de Cerrado e florestas tropicais.

## Importância Ecológica
Além de atuar como polinizadora, a espécie faz parte da cadeia alimentar de várias aves e outros predadores naturais.